# Palinustus mossambicus
Palinustus mossambicus is een tienpotigensoort uit de familie van de Palinuridae. De wetenschappelijke naam van de soort is voor het eerst geldig gepubliceerd in 1926 door Barnard.